# Rafelige parasolzwam
De rafelige parasolzwam (Macrolepiota excoriata) is een schimmel uit de familie Agaricaceae. Hij leeft saprofiet en komt voor in onbemeste graslanden en wegbermen.

## Kenmerken

### Uiterlijke kenmerken
Hoed
De hoed heeft een diameter van 5 to 9 cm. De vorm is bij jonge exemplaren eivormig. Later wordt deze gewelfd met in het midden een verhoging. Het oppervlak is glad en de kleur wit tot crème. Het centrum is meestal bruinig met aangedrukte, tot over de hoedrand afhangende, okergele tot bleekbruine schubben.
Lamellen
De lamellen zijn wit tot crème.
Steel
De gladde steel is 4-6 cm lang en 8-10 mm dik. De steel heeft een smalle verschuifbare ring en is wittig-crème van kleur. De basis is knollig en bruinvlekkend.
Geur en smaak
De paddenstoel heeft een zwakke geur. Hij is eetbaar maar de smaak van jonge exemplaren is het beste.
Sporenprint
De sporenprint is wit of bleke crème.

### Microscopische kenmerken
De sporen zijn ellipsvormig, glad, dikwandig, met een kleine kiemporie, dextrinoïde en meten 13-18 × 8-10 µm.

## Foto's

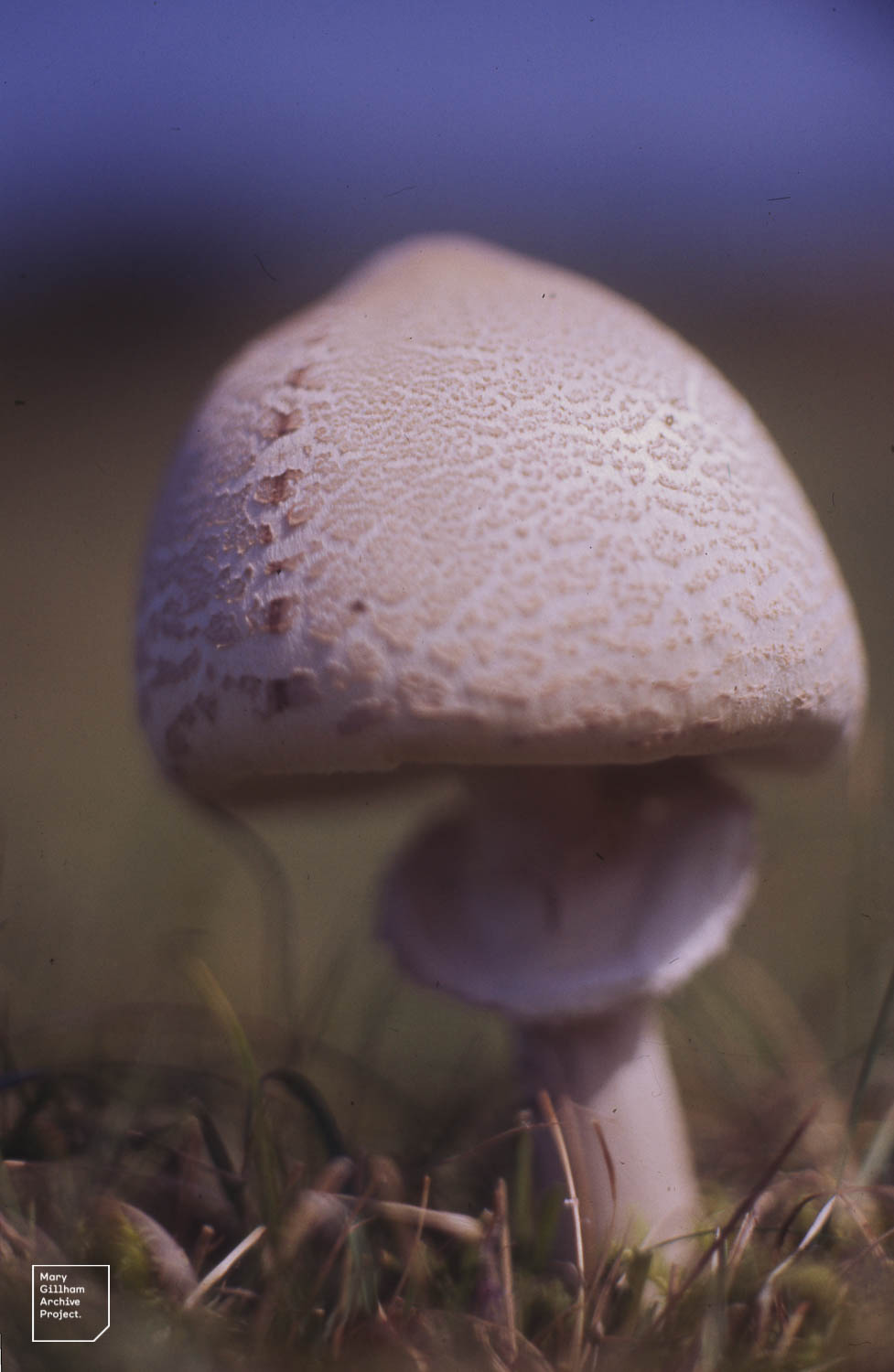
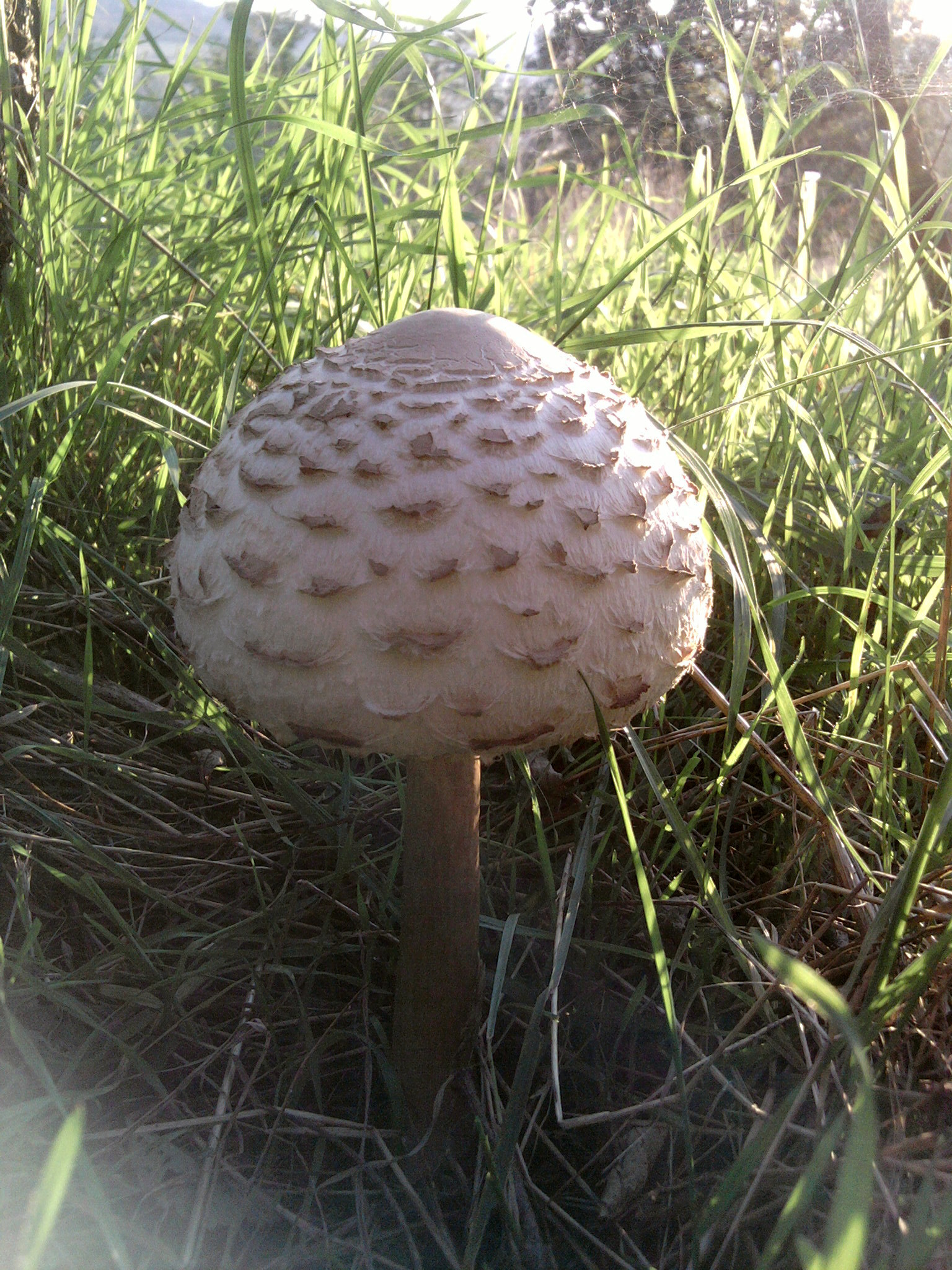
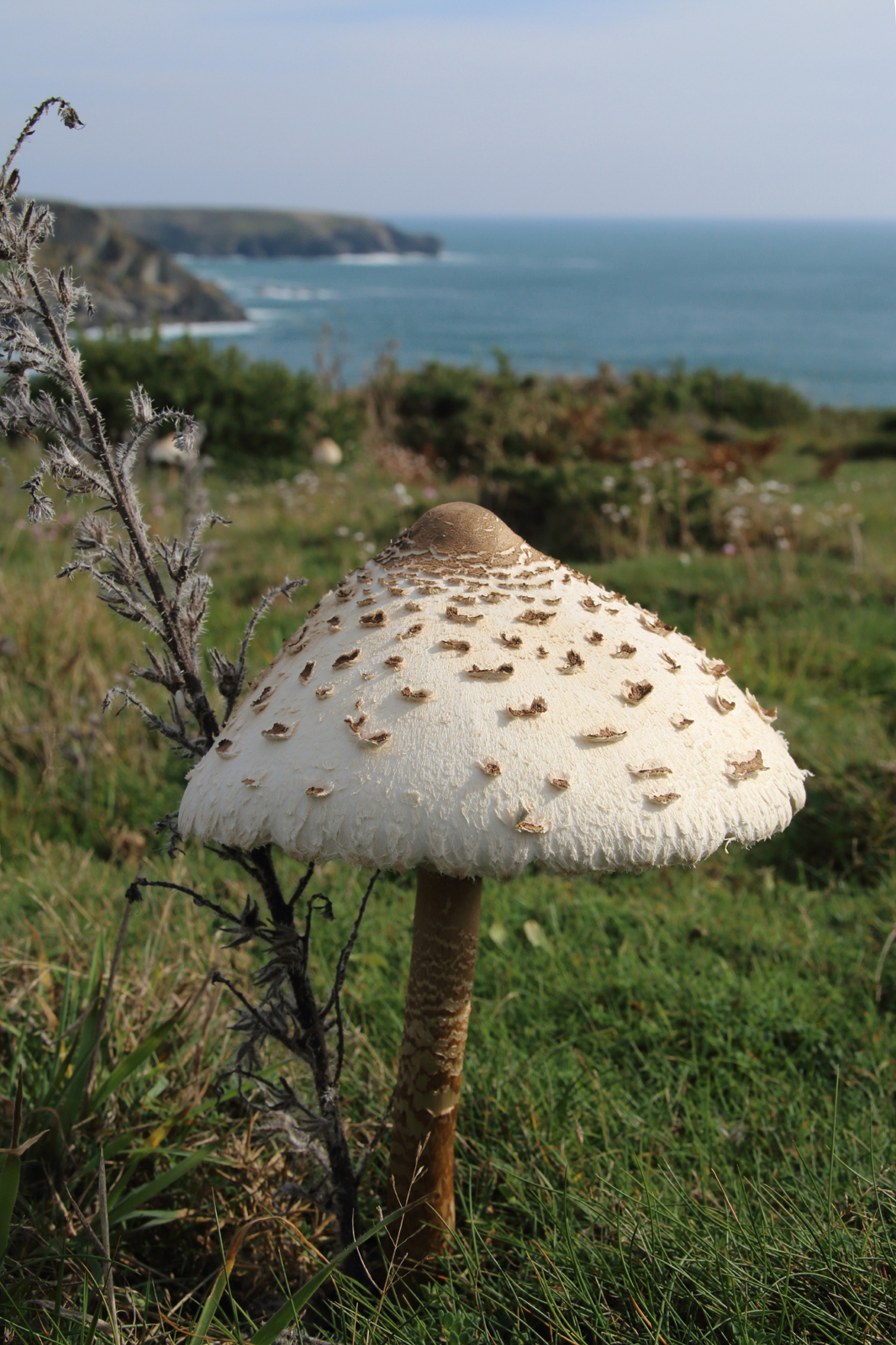
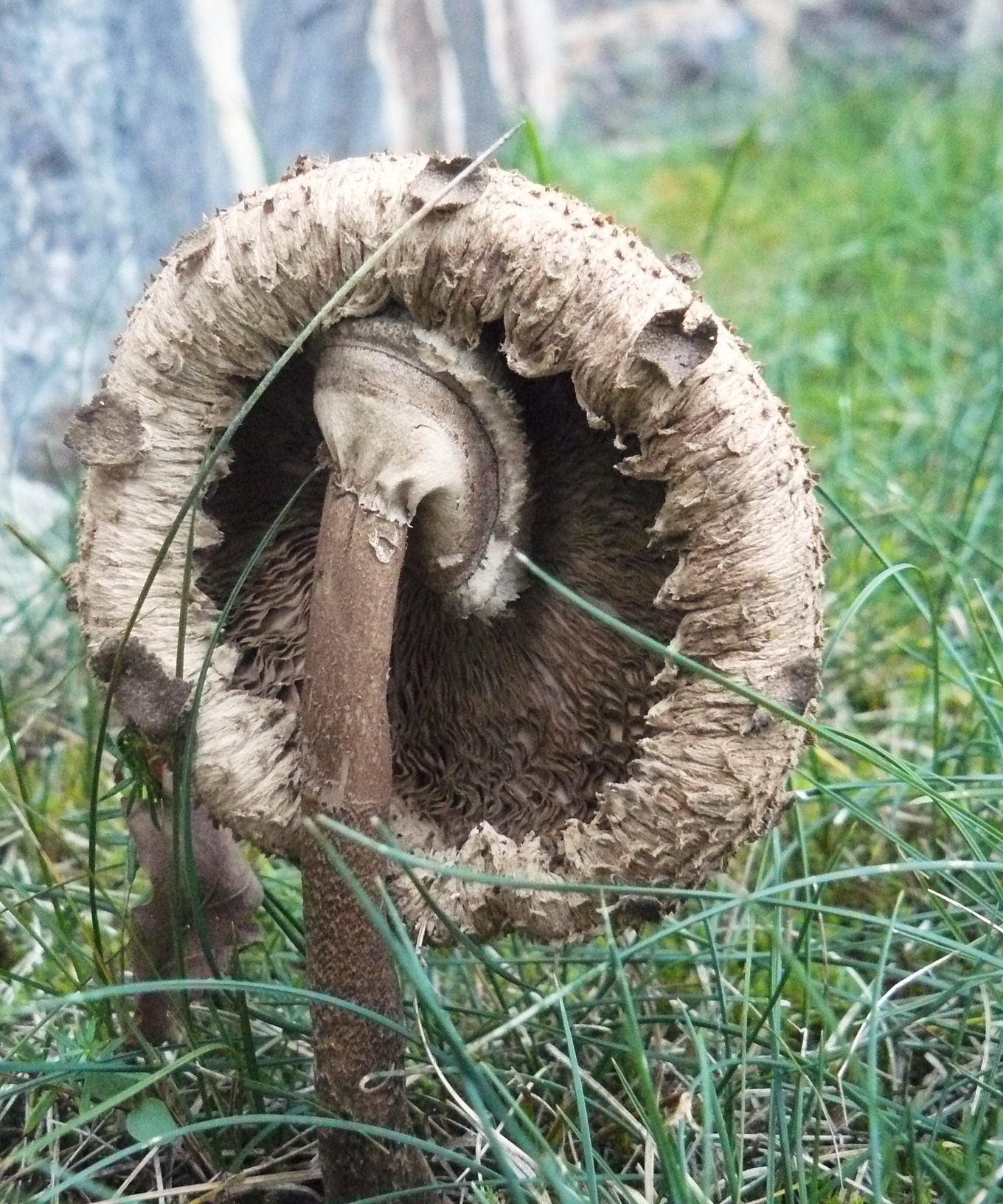

## Verspreiding
De soort komt voor in Noord-Amerika en Europa. In Nederland komt de soort matig algemeen tot vrij algemeen voor. Het hoogtepunt ligt in de maanden september en oktober. Hij staat op de rode lijst. Hij is vooral verdwenen door intensivering van het graslandgebruik, waaronder het toepassen van zware bemesting.

## Verwarrende soorten
De soort lijkt sterk op de grote parasolzwam (Macrolepiota procera), maar de grote parasolzwam is veel groter en heeft een getijgerde steel. 